# Людвік Мерославський
Лю́двік Меросла́вський (пол. Ludwik Mierosławski; 17 січня 1814, Немур — 22 листопада 1878, Париж) — польський політичний діяч.
Учасник Польського повстання 1830-31 року. З 1842-го член керівництва Польського демократичного суспільства. У 1848-49 роках командувач революційними силами Сицилії, а 1849-му — армії Баденсько-пфальцьких повстанців. Диктатор на початку Польського повстання 1863-64. Виступав проти створення російсько-польського революційного союзу.

## Біографія
Народився в сім'ї Адама Каспера Мерославського (1785—1837), полковника польських легіонів Наполеона та ад'ютанта генерала Даву, який став його хрещеним батьком, і француженки Камілли Нотт де Вопле (фр. Camilla Notte deVaupleux).
У 1820 році родина переїхала в Царство Польське. Людвік навчався в школах в Ломжа і Каліше. Поступив на військову службу в 5-й піхотний полк. Брав участь у бунті 1830 р. Із загоном повстанців відступив в австрійську Галичину, потім вирушив до Франції.
Працював у різних емігрантських організаціях радикального спрямування. З 1834 року член організації «Молода Польща» (Mloda Polska). C 1838-го член літературного товариства (Towarzystwo Literackie) в Парижі; з 1839 року в об'єднанні польської еміграції (Zjednoczenie Emigracji Polskiej); з 1843 року — член Польського демократичного суспільства]], входив до його керівництва. Підтримував ідею збройного повстання в Польщі.
Був призначений головнокомандувачем військами, які готувалися до повстання в Великопольській області, що належала Пруссії. Прибув туди в грудні 1845 р., брав участь у секретних нарадах. У лютому 1846 р. заарештований, в 1847-му засуджений судом в Берліні до страти, заміненої довічним ув'язненням, але вже в березні 1848 року звільнений з в'язниці під час революції в Берліні.
28 березня прибув до Познані, де почав організацію польських загонів, що складалися з добровольців. Прусська влада спочатку вступила з ним у переговори, але коли Мерославський зажадав для майбутнього Польського королівства і німецьку частину Познані й почав тероризувати німецьке населення, генерал Коломб швидко примусив Мерославського капітулювати. У червні 1848 року Людвік був помилуваний і звільнений завдяки втручанню французьких дипломатів.
У березні — квітні 1849-го провів невдалу кампанію проти Бурбонів на Сицилії.
Потім командував військами повстанців у Бадені. Був розбитий прусськими військами під Раштатом, після чого залишив командування і повернувся до Парижа.
У 1853 році заснував емігрантську політичну групу «Польське коло» (пол. Kolo Polskie).
У 1860-му командував інтернаціональним легіоном в армії Гарібальді.
У 1861 році керував польсько-італійською військовою школою в Генуї.
З початком польського повстання 1863 року прибув до Польщі й був проголошений диктатором повстання. У лютому 1863-го ця група зіткнулася із загоном командира Олонецького полку Шильдер-Шульднером (60 козаків і 50 осіб прикордонної варти). Шильдер-Шульднер легко розбив угрупування Мерославського, при цьому захопивши табір, багато коней, зброю, вози, листування Мерославського. Пізніше у Троячинцеві була розсіяна група самого Мерославського, після чого той втік до Парижа.
У 1865-му Людвік з групою прихильників відродив Демократичне товариство.
У 1870 році в результаті своїх інтриг і конфліктів із соратниками був знятий голосуванням з поста голови і виключений з товариства, а саме воно об'єдналося зі Спілкою польської еміграції.

## Праці
- Histoire de la revolution de Pologne, (1836—1838);
- Powstanie narodu polskiego w roku 1830 i 1831 roku (1845)
- Powstanie 1830 (1845-87)
- Rozbiór krytyczny kampanii poznańskiej w roku 1848 (1852)
- Pamiętnik Mierosławskiego. 1861—1863 (1924)